# نیث، ولز
longitudeنیث، ولزlatitudeنیث، ولز
نیث، ولز (به انگلیسی: Neath) یک شهرک است که در ولز است که در نیث پورت تالبوت واقع شده‌است.

## خصوصیات
نیث کیلومترمربع مساحت و ۱۹٬۲۵۸ نفر جمعیت دارد.